# Barbatio
Barbatio († 359 in Sirmium) war ein römischer Militär und Heermeister (magister militum) der Spätantike. Er diente unter Kaiser Constantius II. (337–361).

## Leben

### Aufstieg
Barbatio war zunächst – zwischen 351 und 354 – comes domesticorum (Kommandant der Leibwache) unter dem Caesar (Unterkaiser) Constantius Gallus an dessen Hof in Antiochia (heute Antakya) im Osten des Reiches. In dieser Zeit machte er Bekanntschaft mit dem berühmten Redner Libanios, dem seine Fürsprache die Übersiedelung von Konstantinopel nach Antiochia ermöglichte. Libanios unterrichtete im Gegenzug einen Sohn oder Klienten Barbatios.

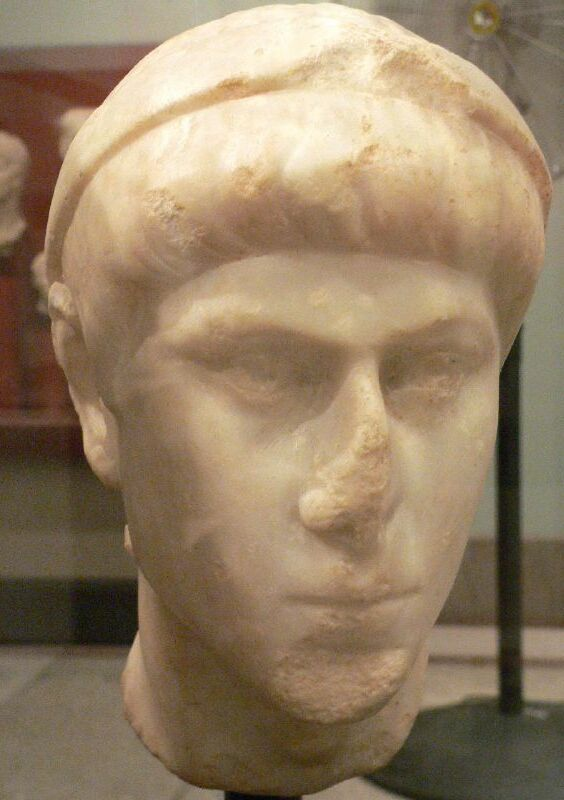
Büste Constantius’ II.

Barbatio begann schon bald, gegen den Caesar Gallus zu intrigieren. So scheint er Constantius II., den Oberkaiser des Gallus, durch gezielte Informationspolitik gegen ihn aufgebracht zu haben. Wegen dieser Streitigkeiten wurde Barbatio zunächst vom Hof des Unterkaisers, wo Lucillianus sein Amt kurz darauf übernahm, abberufen und an den Hof des Constantius in Mediolanum (Mailand) versetzt. Als Constantius schließlich die Geduld mit seinem Caesar Gallus verlor und ihn zu sich nach Mailand kommen ließ, schickte er ihm Barbatio entgegen. Dieser traf Gallus in Poetovio in Noricum, wo er ihn auf Geheiß des Kaisers festnahm und nach Flanona auf der Halbinsel Istrien brachte. Dort wurde Gallus angeklagt, verurteilt und schließlich hingerichtet.
Als Nachfolger des Silvanus, der sich in Köln zum Kaiser hatte ausrufen lassen und daraufhin getötet worden war, wurde Barbatio 355 magister peditum, General der Infanterie. Als einer der wenigen Heermeister (magister militum) hatte er nun eine der mächtigsten Stellungen im Römischen Reich inne. Ihm wurde wahrscheinlich auch das Vermögen des Silvanus übertragen. In der Folgezeit hielt sich Barbatio offenbar einige Zeit am Hof des Kaisers auf, der zu dieser Zeit in Italien residierte, die meiste Zeit in Mediolanum. 357 wurde er nach Augusta Raurica (Kaiseraugst) entsandt, um mit 25.000 Soldaten Julian, den Caesar (Unterkaiser) des Constantius, gegen die Alamannen zu unterstützen. Er war diesem jedoch nicht direkt unterstellt.

### Militäraktionen und Tod
Laut dem Geschichtsschreiber Ammianus Marcellinus machte Barbatio schon zu Beginn des Feldzugs Fehler, die dazu führten, dass eine Gruppe germanischer Laeten, die auf das Gebiet der Römer vorgedrungen waren und dort geplündert hatten, entkommen konnte. Barbatio gelang es jedoch, die Verantwortung auf zwei ihm unterstellte Tribunen abzuwälzen. Wenig später eignete er sich zunächst einen erheblichen Teil der Verpflegung an, die eigentlich für die Soldaten bestimmt war. Kurze Zeit darauf wurde das von ihm geführte Heer bei einem plötzlichen Angriff der Alamannen unter Chnodomar in die Flucht geschlagen. Barbatio flüchtete daraufhin zunächst nach Kaiseraugst und kehrte anschließend an den Hof des Constantius zurück, wo er Julian beschuldigte, für seine Niederlage verantwortlich zu sein.
358 verheerten alamannische Juthungen die römische Provinz Raetia. Constantius schickte ihnen Barbatio mit einer großen Streitmacht entgegen. Dieser ging offenbar sehr erfolgreich gegen die Germanen vor, von denen nur wenige entkamen. Ammian berichtet auch vom Ende des Barbatio: Seine Frau Assyria, „die weder den Mund halten konnte noch viel Verstand besaß“, war offenbar zu der Überzeugung gelangt, Barbatio würde nach dem – wie sie annahm – baldigen Ende des Constantius selbst Kaiser werden. Aus Furcht, ihr Mann könne sie verlassen, sobald er Kaiser sei, und stattdessen Eusebia heiraten, die schöne Frau des Constantius, ließ sie ihm nachts einen Brief in Geheimschrift schreiben. Barbatio weilte gerade auf einem Feldzug, und als er zurückkam, war die Nachricht von diesen Aktivitäten seiner Frau bereits zum Heermeister Arbitio vorgedrungen, einem Konkurrenten des Barbatio. Dieser leitete die Geschichte umgehend an den Kaiser weiter, der – immer Usurpationen fürchtend – sich verraten fühlte und das Ehepaar enthaupten ließ.